# Aetanthus
Aetanthus – rodzaj roślin z rodziny gązewnikowatych (Loranthaceae). Obejmuje co najmniej 15 gatunków występujących w Andach. 

## Systematyka
Pozycja według APweb (aktualizowany system APG IV z 2016)
Rodzaj z rodziny gązewnikowatych (Loranthaceae) należącej do rzędu sandałowców (Sandanales) w obrębie dwuliściennych właściwych.
Wykaz gatunków
- Aetanthus andreanus (Tiegh.) Engl.
- Aetanthus cauliflorus Ule
- Aetanthus colombianus A.C.Sm.
- Aetanthus coriaceus Pacz.
- Aetanthus dichotomus (Ruiz & Pav.) Kuijt
- Aetanthus engelsii (Tiegh.) Engl.
- Aetanthus holtonii (Eichler) Engl.
- Aetanthus macranthus (Hook.) Kuijt
- Aetanthus mutisii (Kunth) Engl.
- Aetanthus nodosus (Desr.) Engl.
- Aetanthus ornatus K.Krause
- Aetanthus ovalis Rusby
- Aetanthus paxianus Pacz.
- Aetanthus subandinus Ule
- Aetanthus verticillatus (A.C. Sm.) Kuijt